# San Antonio (Norra Samar)
San Antonio (Bayan ng San Antonio) är en kommun i Filippinerna. Kommunen ligger på ön Samar, och tillhör provinsen Norra Samar. Folkmängden uppgår till 7 915 invånare.
San Antonio är indelat i 10 barangayer.